# Leunse Paes
De Leunse Paes is een natuurontwikkelingsgebied ten oosten van Leunen.
Het gebied ligt langs de Oostrumse Beek. Het is eigendom van de gemeente Venray en het wordt beheerd door Staatsbosbeheer.
De Leunse Paes bestaat uit moerasbos, poelen, vennen, natte graslanden en droog bos. Diverse watervogels, waaronder de grote zilverreiger, en de bever komen hier voor.
Het gebied is vrij toegankelijk.